# 索拉卡
索拉卡是哥倫比亞的城鎮，位於該國東北部，由博亞卡省負責管轄，距離首府通哈7公里，始建於1954年，面積57平方公里，海拔高度2,998米，2005年人口5,805。
5°30′N 73°19′W / 5.500°N 73.317°W